# Resastaven
Der Bautastein Resastaven ist ein Menhir in Tysvær bei Haugesund im Fylke Rogaland in Norwegen.

## Beschreibung
Der Resastaven steht seit 1925 nur einen Meter vom Falkeidvegen entfernt. Der Name „Resastaven“ kann sich auf das Wort Rese oder Rise beziehen, was Troll oder Riese bedeuten kann. Er könnte eine ähnliche Geschichte wie der Guddal Jøtulstaven haben.
Der etwa 4,0 Meter hohe und 50 bis 30 cm breite Menhir ist lang und schlank. Er hat glatte Seiten und eine flache Oberseite. Der Stein befand sich früher etwa 3,0 Meter östlich und stand sehr schräg.
Das Gebiet um den eisenzeitlichen Stein ist flaches Weideland. Er ist von weitem sichtbar. In der Nähe des Steins sollen zwei runde Grabhügel gelegen haben von denen es aber keine Spuren gibt.
In der Nähe stehen die Bautasteine von Grinde.